# Сант'Еулалија (Тревизо)
Сант'Еулалија је насеље у Италији у округу Тревизо, региону Венето.
Према процени из 2011. у насељу је живело 770 становника. Насеље се налази на надморској висини од 216 м.